# فرفیلد هایتس، نیو ساوت ولز
فرفیلد هایتس (به انگلیسی: Fairfield Heights) یک حومه شهر در استرالیا است که در نیو ساوت ولز واقع شده‌است.